# Ліонне

Межі Ліонського генералітету в XVIII столітті з провінціями Ліонне, Божоле та Форез, накладені на сучасну карту

45°45′ пн. ш. 4°50′ сх. д. / 45.75° пн. ш. 4.83° сх. д.
Ліонне (фр. Lyonnais) — історична провінція у Франції, переважно на території сучасних департаментів Луара та Рона. Площа — близько 8 000 км². Головне місто — Ліон.
Провінція Лионне в свою чергу ділилася на 3 інші провінції:
- Пла-пеї-де-Ліоне (фр. Plat pays de Lyonnais), зобов'язана платити таллю
- Місто Ліон, звільнене від сплати тальї
- Фран-Ліоне (фр. Franc-Lyonnais), найменша провінція, звільнена від сплати тальї

Разом з двома іншими провінціями — Божоле та Форез — Ліонне входив до складу Ліонського генералітету.
Ліонне, як і всі інші французькі провінції, скасована та перетворена в департаменти законом від 4 січня 1790, під час Французької революції.